# Spilomalus atlanticus
Spilomalus atlanticus är en stekelart som beskrevs av Gijswijt och Graham 1986. Spilomalus atlanticus ingår i släktet Spilomalus och familjen puppglanssteklar. Inga underarter finns listade i Catalogue of Life.